# 假谷洋平
假谷 洋平（かりや ようへい、1976年 - ）は、日本の実業家、エステティックサロン シーズ・ラボ代表取締役社長。

## 人物・経歴
1999年3月、立教大学経済学部経済学科卒業。2016年、グロービス経営大学院大学修了。1999年4月、アフラック生命保険株式会社入社。2019年株式会社トゥエンティ―フォーセブン入社。2022年株式会社シーズ・ラボ代表取締役社長。